# Ednodio Quintero
Ednodio José Quintero Montilla (Las Mesitas, Trujillo, 11 de marzo de  1947) es un profesor universitario, fotógrafo, narrador, ensayista y japonólogo venezolano.

## Biografía
Ednodio Quintero nació en Las Mesitas, Trujillo, Venezuela, el 11 de marzo de 1947. Se mudó a Mérida, en 1965, para estudiar ingeniería forestal. Ha sido profesor en la Escuela Nacional de Artes Audiovisuales de la Universidad de Los Andes, así como promotor de diversos proyectos culturales en Mérida entre los que resaltan la revista y editorial Solar, el taller literario TAL y la Bienal Nacional de Literatura "Mariano Picón Salas".

### Publicaciones

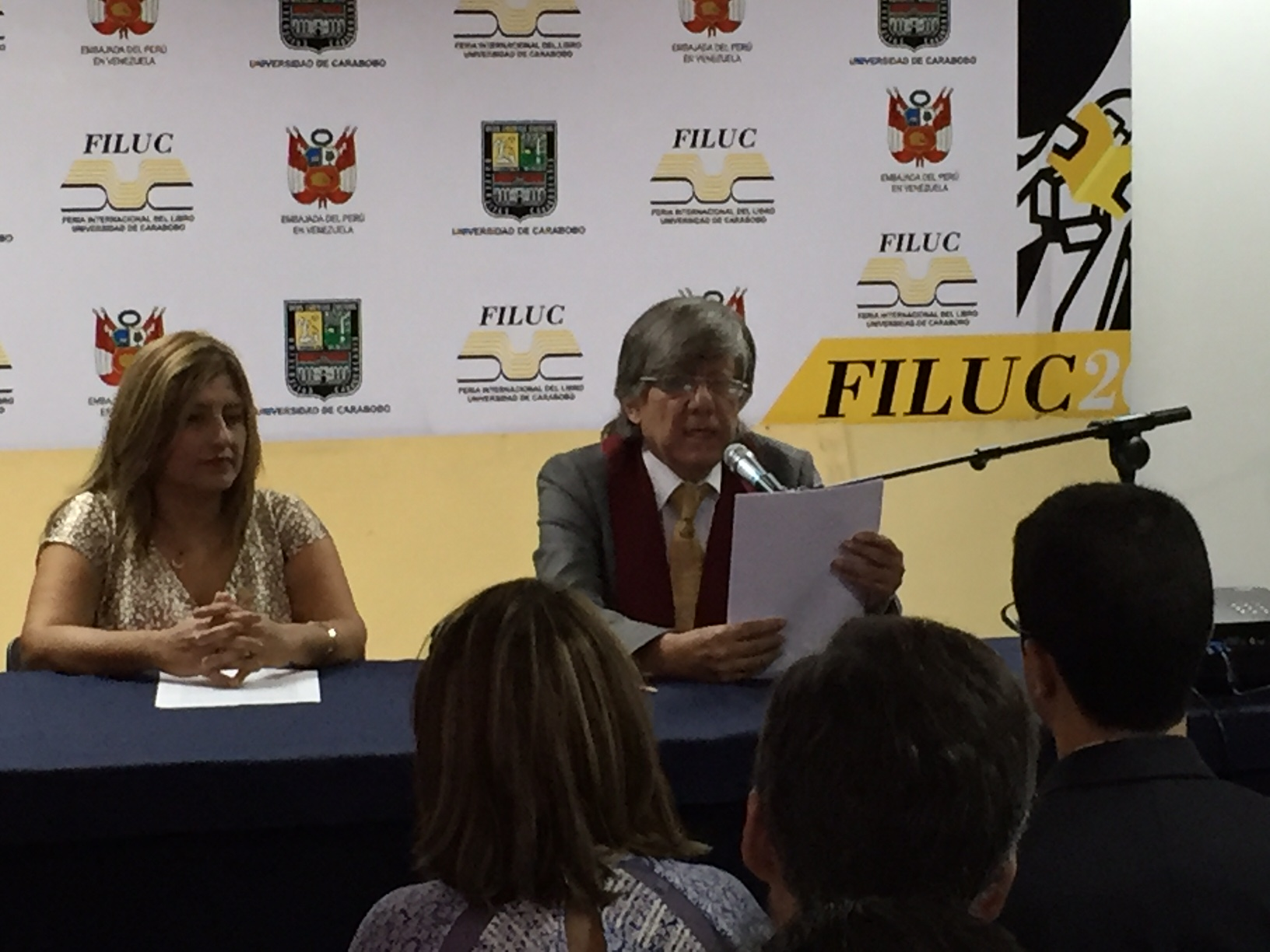
Ednodio Quintero en la Feria Internacional del Libro de la Universidad de Carabobo, Valencia, Venezuela.

Publicó en 1974 su primer libro de cuentos La muerte viaja a caballo, al que siguieron Volveré con mis perros (1975) y El agresor cotidiano (1978). Tras una década de ausencia debida a una crisis personal, volvería en 1988 con los cuentos La línea de la vida y su primera novela La danza del jaguar (1991).
Ha escrito novelas cortas como La bailarina de Kachgar (1991), El rey de las ratas (1994) y El cielo de Ixtab (1995); los libros de cuentos Cabeza de cabra y otros relatos (1993), El combate (1995) y El corazón ajeno (2000); y las novelas Lección de física (2000), Mariana y los comanches (2004), Confesiones de un perro muerto (2006), El hijo de Gengis Khan (2013) y El amor es más frío que la muerte (2017).
Ha publicado los ensayos De narrativa y narradores (1996) y Visiones de un narrador (1997) y los guiones cinematográficos Rosa de los vientos (1975) y Cubagua (1987).

### Traducciones
Así mismo, junto con  Ryukichi Terao, ha traducido al español la obra de los escritores japoneses Junichiro Tanizaki, Kenzaburō Ōe y Ryunosuke Akutagawa. También ha traducido Indigno de ser humano de Osamu Dazai, junto con Isami Romero Hoshino.

## Obra

### Cuentos
- La muerte viaja a caballo (1974)
- Volveré con mis perros (1975)
- El agresor cotidiano (1978)
- La línea de la vida (1988)
- Cabeza de cabra y otros relatos (1993)
- El combate (1995)
- El corazón ajeno (2000)
- Tatuaje (2009)
- El arquero dormido y otros relatos (2010)
- Recopilatorios de sus cuentos: Los mejores relatos: visiones de Kachgar (2007), Combates (2009), Ceremonias (2013), Cuentos completos (2017) y Cuentos salvajes (2019)[2][7][8][9][10]

### Novelas
- La danza del Jaguar (1991)
- La bailarina de Kachgar (1991)
- El rey de las ratas  (1994)
- El cielo de Ixtab (1995)
- Lección de física (2000)
- Mariana y los comanches (2004)
- Confesiones de un perro muerto (2006)
- El hijo de Gengis Khan (2013)
- El amor es más frío que la muerte (2017)
- Diario de Donceles (2022)

### Ensayos
- De narrativa y narradores (1996)
- Visiones de un narrador (1997)

### Guiones cinematográficos
- Rosa de los vientos (1975)
- Cubagua (1987)

### Colaboración en traducciones
- Junichiro Tanizaki, Historia de la mujer convertida en mono: siete cuentos japoneses (2007, con Ryukichi Terao)
- Junichiro Tanizaki, La gata, Shozo y sus dos mujeres (2011, con Ryukichi Terao)
- Junichiro Tanizaki, Jotaro el masoquista (2011, con Ryukichi Terao)
- Ryunosuke Akutagawa, El mago: trece cuentos japoneses (2012, con Ryukichi Terao)
- Kenzaburō Ōe, Muerte por agua (2014, con Ryukichi Terao)
- Kenzaburō Ōe, La bella Annabel Lee (2016, con Ryukichi Terao)
- Junichiro Tanizaki, Siete cuentos japoneses (2017, con Ryukichi Terao)
- Junichiro Tanizaki, El elogio de la sombra (2019, con Ryukichi Terao)
- Osamu Dazai, Indigno de ser humano (2024, con Isami Romero Hoshino)
- Ryunosuke Akutagawa, Cuentos herejes (2024, con Ryukichi Terao)

## Premios y distinciones
Ha recibido, entre otros:
- Primer Premio de Cuentos de El Nacional en 1975.
- Premio del Instituto de Cooperación Iberoamericana por Soledades en 1992.
- Premio del CONAC (Consejo Nacional de la Cultura) por La Danza del Jaguar en 1992.
- Premio Miguel Otero Silva de la Editorial Planeta por El Rey de las Ratas en 1994.
- Premio Francisco Herrera Luque de la Editorial Grijalbo-Mondadori por El corazón ajeno en 1999.
- Orden del Sol Naciente, Rayos Dorados con Roseta, en 2021.[11]